# 宜州区
宜州区（ぎしゅう-く）は中華人民共和国広西チワン族自治区河池市に位置する市轄区。

## 行政区画
- 鎮:慶遠鎮、三岔鎮、洛西鎮、懐遠鎮、徳勝鎮、石別鎮、北山鎮、劉三姐鎮、洛東鎮
- 郷:祥貝郷、屏南郷、同徳郷、安馬郷、竜頭郷
- 民族郷:福竜ヤオ族郷、北牙ヤオ族郷

## 交通

### 鉄道
- 中国国家鉄路集団
  - 黔桂線（中国語版）
    - 宜州駅